# Ospizio del San Gottardo
Il complesso dell'ospizio del San Gottardo sorge a 2 091 m s.l.m. presso l'omonimo passo.

## Storia
Attestato dal 1237 e gestito dalla vicinia di Airolo, fu in parte demolito dapprima nel 1777 e poi, nel 1799, dai soldati francesi. Si compone dell'Ospizio vecchio, posto accanto a quello antico, fu costruito nel 1623 quale casa del sacerdote incaricato dell'assistenza spirituale. L'edificio attuale venne citato anche da Johann Wolfgang von Goethe nei suoi diari di viaggio in Svizzera nel 1775 e nel 1779. Adiacente è la stalla ottagonale per i cavalli e la "Vecchia Sosta" (oggi Museo nazionale del San Gottardo), costruita negli anni 1834-1837 su disegno di Domenico Fontana.
L'oratorio di San Gottardo fu fondato nel 1237 e inglobato nell'Ospizio vecchio. Fu consacrato dal vescovo milanese Enrico I da Settala (1213-1230). L'edificio, tuttavia, è ancora più antico perché alcune indagini archeologiche del 1975 rivelarono i resti di un edificio di culto altomedievale, databile tra il VIII secolo e il IX-X secolo.
Il 10 aprile 1775, una valanga si abbatté sul complesso, provocando gravi danni alla cappella e alla dimora dove alloggiavano i frati Cappuccini ai quali l'ospizio risultò essere affidato dal 1685 al 1799.